# Jean Castex
Jean Castex (Vic-Fezensac, 25 de junio de 1965) es un político y funcionario francés. Fue primer ministro de Francia desde el 3 de julio de 2020 hasta el 16 de mayo de 2022.
Fue alcalde de Prades entre 2008 y hasta su nombramiento como primer ministro en 2020. Asimismo, ha servido como secretario general de la Presidencia de la República entre 2011 y 2012 y como miembro de las Consejo Regional de Languedoc-Roussillon entre 2012 y 2015 y del Consejo General de los Pirineos Orientales desde 2015.
Desde el 2 de abril de 2020, fue el responsable de coordinar la salida gradual del confinamiento implementado en Francia en el contexto de la pandemia de Covid-19. Fue nombrado primer ministro por Emmanuel Macron el 3 de julio de 2020, sucediendo a Édouard Philippe.

## Biografía

### Primeros años y educación
Nieto del también político Marc Castex, Jean Castex se graduó en el Instituto de Estudios Políticos de París en 1986 y en la Escuela Nacional de Administración en 1991. Está casado y tiene cuatro hijos.

### Carrera profesional
Comenzó a trabajar en el Tribunal de Cuentas de Francia. Posteriormente, ocupó los cargos de secretario general de la prefectura de Vaucluse entre 1999 y 2001 y de presidente de la Cámara Regional de Cuentas de Alsacia de 2001 a 2005.
De 2005 a 2006, fue director de hospitalización y organización asistencial en el Ministerio de Solidaridad y Cohesión Social, luego, de 2006 a 2007, fue director del gabinete del ministro Xavier Bertrand, primero en el Ministerio de Salud y luego en el Ministerio de Trabajo de 2007 a 2008.
En marzo de 2008, fue elegido alcalde de la de Prades, y en marzo de 2010, fue elegido consejero regional para Languedoc-Rosellón, después de haber encabezado la lista UMP-NC de Raymond Couderc en los Pirineos Orientales. Ocupó este cargo hasta 2015.
En noviembre de 2010, reemplazó a Raymond Soubie como asesor de asuntos sociales en la Oficina del Presidente de la República Francesa bajo el mandato de Nicolas Sarkozy. El 28 de febrero de 2011, fue nombrado secretario general adjunto de la Presidencia de la República, cargo que ocupó hasta el final del mandato del presidente Sarkozy el 15 de mayo de 2012.
Fue candidato por la tercera circunscripción de los Pirineos Orientales, perdiendo frente a la candidata del Partido Socialista, Ségolène Neuville, en las elecciones legislativas de 2012. En otro de ese año, apoyó la candidatura de François Fillon para presidir la UMP.
En las elecciones municipales de marzo de 2014, fue reelegido alcalde de Prades en primera vuelta, con el 70,19 % de los votos. En marzo de 2015, fue elegido consejero departamental del cantón de los Pirineos catalanes junto con Hélène Josende.
En septiembre de 2017, fue nombrado delegado interministerial para los Juegos Olímpicos y Paralímpicos de 2024 en París. Desde el 20 de abril de 2019, es presidente de la Agencia Nacional del Deporte, creada ese mismo día.
En las elecciones municipales de 2020, fue reelegido alcalde en la primera vuelta, obteniendo el 76 % de los votos.
El 2 de abril de 2020, el primer ministro Édouard Philippe le encargó coordinar el trabajo de reflexión del gobierno sobre las estrategias de salida progresiva del confinamiento de la población francesa debido a la pandemia de Covid-19.

### Primer ministro de Francia
El 3 de julio de 2020, Jean Castex fue nombrado primer ministro por el presidente de la República Emmanuel Macron, tras la renuncia de Édouard Philippe. Yves Delcor, que hasta entonces era su adjunto en la alcaldía, le sustituyó interinamente.

### Procedimiento judicial
Jean Castex fue detenido el 14 de febrero de 2024 en el marco de una investigación por malversación de fondos públicos cuando era alcalde de la ciudad de Prades.